# Jean-Claude Delamétherie

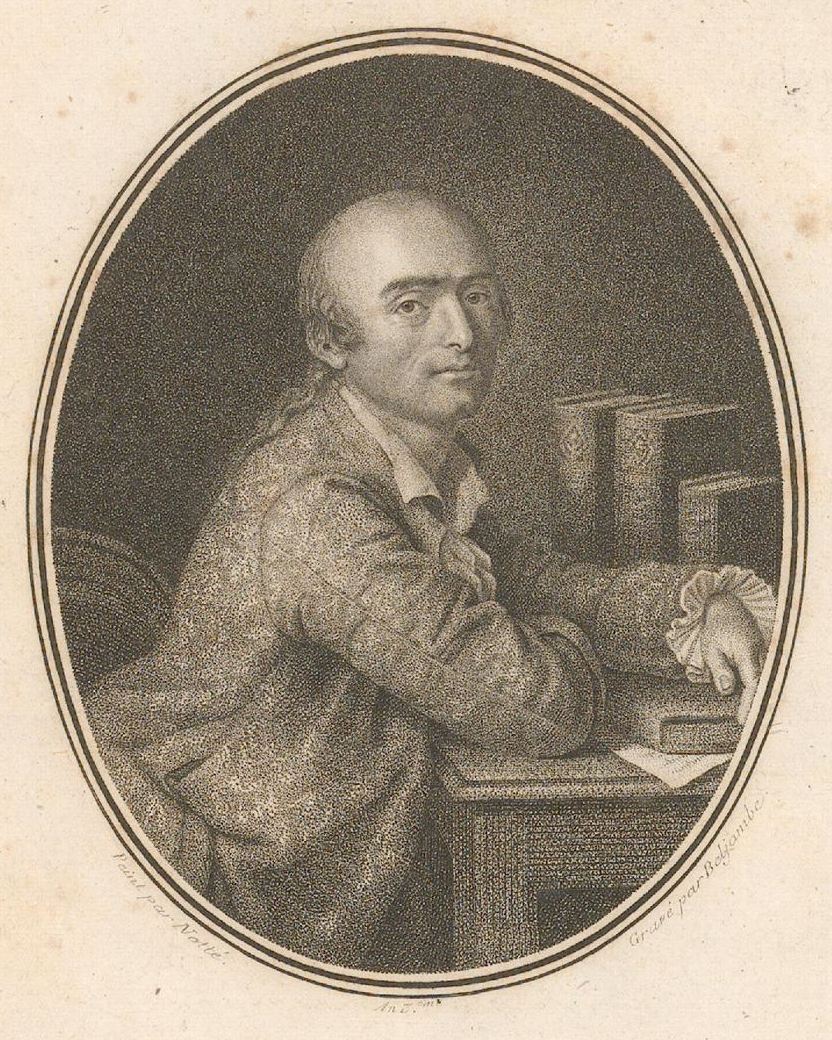
Jean-Claude Delamétherie

Jean-Claude Delamétherie (auch de La Métherie oder de Lamétherie) (* 1743 in La Clayette, Saône-et-Loire; † 2. Juli 1817 in Paris) war ein französischer Naturwissenschaftler (Chemiker), Mineraloge, Geologe und Paläontologe.

## Leben
Delamétherie begann 1780, den Beruf des Mediziners auszuüben. Er studierte die pflanzliche Physiologie und die Zusammensetzung der Luft.
Als Unterstützer der Französischen Revolution griff er Nicolas de Condorcet (1743–1794) an und war Gegner der Jakobiner. Der Terror der französischen Revolution zwang ihn, Paris zu verlassen, so dass er die Veröffentlichung des Journal de physique erst nach 1797 wieder aufnehmen konnte. Der Tod von Louis Jean-Marie Daubenton (1716–1800) weckte in ihm den Ehrgeiz, diesen am Collège de France zu ersetzen, aber Georges Cuvier (1769–1832) wurde ihm vorgezogen. Cuvier, unfähig die gesamte Last zu tragen, trat zur Ehrung Delamétheries die Auszeichnung der Geologie sowie zunächst ein Drittel, dann zwei Drittel des Einkommens, das er dort erhielt, an ihn ab.
1789 schlug er ein Verfahren zur Soda-Herstellung vor, das aber von dem von Nicolas Leblanc aus dem gleichen Jahr überholt wurde.
Delamétherie ist einer der ersten Lehrer der Geologie, der „praktischen“ Unterricht im freien Feld machte.
Im Jahr 1792 wurde er zum Mitglied der Leopoldina und 1812 zum korrespondierenden Mitglied der Preußischen Akademie der Wissenschaften gewählt. Außerdem war er Mitglied der Akademien in Mainz und Dijon. 1804 veröffentlichte Delamétherie die erste Darstellung der Amerikareise von Alexander von Humboldt, gestützt auf die Berichte Humboldts in Paris nach seiner Rückkehr und Briefe von der Reise, die bereits in Zeitschriften publiziert worden waren.

## Mineralogie
Mehrere Mineralbeschreibungen sind ihm zu verdanken, so unter anderem 1789 die des Andalusits und einer seiner Varietäten Chiastolith, die er mit dem Synonym Crusit (engl.: Crucite) belegte.
Das von ihm unter dem Namen Arménit beschriebene Mineral stellte sich nach erneuter Untersuchung durch Beudant als Azurit heraus.
Der Staurolith wurde zunächst 1782 durch Torbern Olof Bergman beschrieben und zehn Jahre später noch einmal durch Delaméthérie.
1795 untersuchte Delamétherie eine Probe und beschrieb sie unter dem Namen Andréolite. Eine Nachuntersuchung 1801 durch René-Just Haüy ergab, dass es sich um den Zeolith Harmotom handelte.
Roubschite als Synonym des Minerals Magnesit wurde von Delaméthérie 1806 vergeben, der einige Stichproben aus Hrubschitz/Mähren beschrieb, dessen Ortsname ihn zur Benennung der Proben inspirierte.
Zéolithe nacrée („perlmuttartiger Zeolith“) ist ein 1797 von ihm vergebenes Synonym für Stilbit.

## Geologie
Im Jahr 1795 beschrieb Delamétherie zum ersten Mal das Mantelgestein Lherzolith, das er nach seinem Fundort, dem bei Massat in den Pyrenäen gelegenen Étang de Lers (auch Lac de Lhers oder in der alten Schreibweise: Étang de Lherz), benannte. Noch im gleichen Jahr belegte er eine Pechsteinvarietät mit dem Namen Pissite – eine Bezeichnung, die jedoch mittlerweile hinfällig geworden ist.

## Werke und Veröffentlichungen
Delamétherie war der Herausgeber des Journal de physique, de chimie, d'histoire naturelle et des arts ab 1785.
- Principes de la philosophie naturelle, 1. Ausgabe 1777, 2. Ausgabe 1787, 2 Bände.
- Vues physiologiques sur l’organisation animale et végétale, 1780 (Digitalisat).
- Über die reine Luft und verwandte Luftarten und Stoffe, Leipzig: Crusius 1790, Übersetzung von: Essai analytique sur l´air et les differentes espéces d´air, Paris: Cuchet 1785
- De la nature des êtres existans, 1805, 1 Band, gekürzte Fassung der Principes de la philosophie naturelle (Digitalisat).
- Théorie de la Terre, 1. Ausgabe 1795, 3 Bände; 2. Ausgabe 1797, 5 Bände.
  - Deutsch: Theorie der Erde, 3 Theile, 1797/98 (Digitalisate).
- Leçons de minéralogie, 2 Bände, 1811.
- Leçons de géologie, 3 Bände, 1816.